# Roberto Contreras
Roberto Contreras (1928-2000) foi um talentoso ator norte-americano, cuja performance icônica como Pedro na série de televisão Western "The High Chaparral" o consagrou junto ao público. Sua notável carreira nas telas, que se estendeu por quase quatro décadas, de 1954 a 1993, deixou uma marca indelével na indústria do entretenimento. Além de seu papel marcante em "The High Chaparral", Contreras também brilhou em produções cinematográficas de destaque, como "Topaz" e "Scarface", demonstrando sua versatilidade e habilidade em interpretar uma ampla gama de personagens. Seu legado perdura através de suas performances memoráveis, que continuam a cativar espectadores ao redor do mundo.
Ele interpretou o barman em "Heritage of Anger" S2 E37 de Have Gun Will Travel 6-6-59.
Filho do diretor Jaime Contreras, ele nasceu em 12 de dezembro de 1928, em St. Louis, Missouri. Ele também é o pai do ator Luis Contreras. Contreras morreu em 18 de julho de 2000, em Los Angeles, Califórnia.

## Filmografia
- La rebelión de los colgados (1954)
- En carne viva (1954)
- The Beast of Hollow Mountain (1956) - Carlos (uncredited)
- The Black Scorpion (1957) - Chumacho (uncredited)
- Ride a Violent Mile (1957) - Abruzo (uncredited)
- The Flame Barrier (1958) - Village Indian
- The Badlanders (1958) - Pepe (uncredited)
- Holiday for Lovers (1959) - Policeman (uncredited)
- The Miracle (1959) - Knife Grinder (uncredited)
- Have Gun, Will Travel (1960)- Duke of Texas- as a Peasant. Season 4, Episode 31.
- The Magnificent Seven (1960) - Villager (uncredited)
- Gold of the Seven Saints (1961) - Armenderez, Gondora Gunman
- California (1963) - Lt. Sanchez
- Rio Conchos (1964) - Mexican at Corral (uncredited)
- Mara of the Wilderness (1965) - Friday
- Brainstorm (1965) - Asylum Inmate (uncredited)
- Marriage on the Rocks (1965) - Assistant (uncredited)
- Alvarez Kelly (1966) - Sanchez (uncredited)
- The Appaloosa (1966) - Flacco the Pulqueria Bartender (uncredited)
- The Professionals (1966) - Bandit (uncredited)
- Chubasco (1967) - Wheelman (uncredited)
- The Last Challenge (1967) - Hotelero (uncredited)
- Topaz (1969) - Muñoz
- El extraño caso de Rachel K (1973)
- Pets (1973) - The Gardener
- Cantata de Chile (1976)
- Black Samurai (1977) - Chavez
- The Dark (1979) - Max
- The Day Time Ended (1979) - Gas station attendant
- Barbarosa (1982) - Cantina Owner
- Scarface (1983) - Emilio Rebenga
- Blue City (1986) - Hot Dog Vendor
- The Underachievers (1987) - Hispanic Man
- Blood In, Blood Out (1993) - Cruz's Grandfather (final film role)